# Kamen Rider Hibiki
Kamen Rider Hibiki (仮面ライダー響鬼（ヒビキ）, Kamen Raidā Hibiki, Masked Rider Hibiki) est une série télévisée japonaise de type Tokusatsu. Elle est la quinzième série de la franchise Kamen Rider. Coproduite par la Toei et les productions Ishinomori, diffusée entre le 30 janvier 2005 et le 22 janvier 2006, elle compte 48 épisodes et un film. La série est connue pour avoir introduit des thèmes et des sujets qu'aucune autre série Kamen Rider n'a utilisés. Elle sera suivie de Kamen Rider Kabuto. C'est également la première série de la franchise à avoir été diffusée en haute définition.

## Résumé
Les Kamen Riders, appelés Oni, se battent contre des monstres appelés Makamou avec du "son pur". L'un des Oni, un homme nommé Hibiki, se retrouve dans une relation "maître-apprenti" avec Asumu Adachi. Un jeune garçon manquant de confiance en soi et devant choisir ce qu'il veut faire de sa vie en finissant le lycée, Asumu apprend ce qu'est être adulte en regardant Hibiki et les autres Oni combattre les Makamou. Rapidement, la quantité sans cesse grandissante de Makamou annonce une catastrophe à venir.

## Changement d'équipe
Kamen Rider Hibiki a débute avec Shigenori Takadera comme producteur Toei mais Shinichiro Shirakura, ayant travaillé sur les précédentes séries Kamen Rider de l'ère Heisei mais pas sur Hibiki, deviendra producteur du film Kamen Rider Hibiki and the Seven War Demons, replaçant Takadera dans la série télé à partir de l'épisode 30. L'équipe d'auteurs change elle aussi : Tsuyoshi Kida et Shinji Ooishi sont remplacés par Toshiki Inoue et Shouji Yonemura, ayant travaillé avec Shirakura pour Sh15uya et les autres séries Kamen Rider de l'ère Heisei.
De nombreuses personnalités ont critiqué (et d'autres l'ont fait sur leurs blogs). Même la vedette de la série, Shigeki Hosokawa, qui jouait Hibiki, a écrit sur son site web personnel que les scripts de Inoue avaient besoin "d'être modifiés" et que le changement d'équipe était "frauduleux". Avec la première équipe, Hosokawa pouvait participer aux réunions des auteurs et donner son avis mais les contraintes de temps faisaient qu'il ne pouvait pas le faire avec la deuxième.
Dans une interview publié sur le site web de TV Asahi, Hosokawa expliquait que le script du dernier épisode a été réécrit lors du dernier jour de tournage. Il a ensuite dit que le script a été reçu sur le plateau pendant le tournage de la bataille finale. Cette fin a été jetée en faveur d'une nouvelle fin qui, d'après Hosokawa, n'avait rien à voir avec la fin prévue. Plus tard dans l'interview, Hosokawa explique que le costume de Oni utilisé par Kiriya était une fusion de deux nouveaux costumes créés pour les personnages de Asumu et Kiriya. Hosokawa estimait que c'était cette modification qui lui semblait la plus préoccupante car le script du dernier épisode en était à ce moment-là à sa sixième réécriture et toutes les versions sauf celle filmée faisaient de Asumu et Kiriya tous les deux des Oni.
En janvier 2006, au Kamen Rider Super Live, Hosokawa a expliqué que la série était « essentiellement un processus incomplet » et qu'elle "n'aurait pas du se terminer comme ça". Mitsu Murata, qui jouait les personnages Douji, a déclaré sur son blogue : « Je ne peux pas leur pardonner, je voulais continuer son idée », en se plaignant du remplacement de Takadera en tant que producteur. Ces déclarations ont provoqué un tollé dans le domaine du tokusatsu professionnel et on a reproché à beaucoup des cadres de Toei ce qui est arrivé.
Toei n'a jamais fait de déclaration officiel sur le sujet mais beaucoup de critiques ont souligné qu'il y a plusieurs raisons pour ces changements, la principale étant la mauvaise vente des jouets. Il n'est pas anormal pour une production Toei d'avoir deux producteurs différents pour la série télé et le film. Il est probable qu'un producteur différent ait été choisi pour le film parce que Toei souffrait de problèmes d'emploi de temps avec Takadera.
Modifications
- Le narratif d'Asumu au début de chaque épisode a été supprimé.
- Un nouveau générique a été utilisé à partir de l'épisode 34.
- L'utilisation de kanji affiché à l'écran entre les scènes a été supprimé.
- La séquence de fin a été supprimée entièrement.
- Les personnages de Kyousuke Kiriya et Kamen Rider Shuki sont arrivés dans la série.
- Au début, Kamen Rider Eiki et Kamen Rider Shōki devait être des personnages principaux avant d'être supprimés de l'histoire.
- Les séquences de souffle de feu (Onibi) et les griffes Oni (Onizume) ont été retirées ainsi que l'ouverture de la bouche d'Ibiki pour ses combats. Les Makamou qui ouvraient trop grand leur bouches où qui crachaient des liquides ont été aussi supprimés. Des associations de parents s'étaient plaintes que ces séquences faisaient peur aux enfants
- Des choses compliqués à animer comme CG Makamou et le tournage en montagne ont été réduits, probablement pour des raisons de coût, faisant penser à beaucoup de critiques que Takadera avait été remplacé parce qu'il ne voulait pas intégrer ces changements.

## Kamen Rider Oni
Les combattants de Takeshi sont appelés les Oni. Ils existent depuis des centaines d'années et protègent les humains en combattant les Makamou. Le titre de tout Oni porte le suffixe -ki (鬼), qui est semblable à "Oni" en japonais. Il a des points communs avec le vrai nom des Oni. Parmi les nombreux changements qu'Hibiki apporte aux séries Kamen Rider, Kamen Rider Hibiki intègre Kamen Rider Shuki, la troisième femme officiellement Kamen Rider de l'ère Heisei après Kamen Rider Femme de Ryuki et Kamen Rider Larc de Blade.

## Makamou
Les Makamou (魔化魍) sont un assortiment de créatures monstrueuses qui vivent en général dans des endroits ruraux et qui se nourrissent d'êtres humains. Contrairement aux ennemis classiques des autres séries de la franchise Kamen Rider qui sont humanoïdes, la plupart des Makamou sont généralement des monstres gigantesques du genre kaiju dont les dessins et les noms sont basés sur des créatures mythiques du folklore japonais. De plus, les Makamou sont aidés par une mystérieuse paire d'humains. Le nom Makamou peut être traduit par "Esprits démonisés de la campagne".

## Takeshi
Takeshi est le nom du groupe qui travaille avec les Kamen Riders Oni. Ils créent des outils pour les combats contre les Makamou, d'armes aux Disc Animals.

## Romans
Une série de six romans ont été publiés sous le titre "Kamen Rider Hibiki: Compass to Tomorrow" peu de temps après la fin de la série. Ces romans suivent l'histoire de la série télé mais ajoutent des nouveaux personnages et ennemis à la fin de la série.

## Hyper Battle DVD
Dans Kamen Rider Hibiki: Asumu Henshin! You can be an Oni, too!! (仮面ライダー響鬼 明日夢変身！キミも鬼になれる！！, Kamen Raidā Hibiki: Kimi mo Oni ni nareru!!), Asumu Adachi s'imagine ce qui arriverait s'il pouvait être comme Kamen Rider Hibiki et est approché par plusieurs Disc Animals parlants qui lui apprennent comment être comme Hibiki, permettant éventuellement à Asumu de devenir Kamen Rider Armed Hibiki. Kamen Rider Sabaki apparaît aussi dans le DVD.

## Kamen Rider Hibiki et les sept Senki
Le film dérivé" de la série, intitulé Kamen Rider Hibiki et les sept Senki, se déroule dans l'époque Sengoku. Le film fait office de prequel pour la guerre Makamou et contient cinq Oni qui lui sont propres : Kabuki, Kirameki, Habataki, Nishiki et Touki.

## Acteurs
- Hibiki (響鬼（ヒビキ）, Hibiki?) : Shigeki Hosokawa (細川 茂樹, Hosokawa Shigeki?)
- Asumu Adachi (安達 明日夢, Adachi Asumu?) : Rakuto Tochihara (栩原 楽人, Tochihara Rakuto?)
- Ibuki (威吹鬼（イブキ）, Ibuki?) : Joji Shibue (渋江 譲二, Shibue Jōji?)
- Todoroki (轟鬼（トドロキ）, Todoroki?) : Shingo Kawaguchi (川口 真五, Kawaguchi Shingo?)
- Zanki (斬鬼（ザンキ）, Zanki?) : Kenji Matsuda (松田 賢二, Matsuda Kenji?)
- Kasumi Tachibana (立花 香須実, Tachibana Kasumi?) : Mayu Gamou (蒲生 麻由, Gamō Mayu?)
- Hinaka Tachibana (立花 日菜佳, Tachibana Hinaka?) : Miyuki Kanbe (神戸 みゆき, Kanbe Miyuki?)
- Hitomi Mochida (持田 ひとみ, Mochida Hitomi?) : Erika Mori (森 絵梨佳, Mori Erika?)
- Ikuko Adachi (安達 郁子, Adachi Ikuko?) : Kaoru Mizuki (水木 薫, Mizuki Kaoru?)
- Ichirou Tachibana (立花 勢地郎, Tachibana Ichirō?) : Atomu Shimojo (下條 アトム, Shimojō Atomu?)
- Akira Amami (天美 あきら, Amami Akira?) : Nana Akiyama (秋山 奈々, Akiyama Nana?)
- Midori Takizawa (滝澤 みどり, Takizawa Midori?) : Masako Umemiya (梅宮 万紗子, Umemiya Masako?)
- Douji (童子, Dōji?) : Mitsu Murata (村田 充, Murata Mitsu?)
  - Douji parent : Sei Ashina
- Hime (姫, Hime?) : Sei Ashina (芦名 星, Ashina Sei?)
  - Hime parent : Mitsu Murata
- Kyousuke Kiriya (桐矢 京介, Kiriya Kyōsuke?) : Yuichi Nakamura (中村 優一, Nakamura Yūichi?)
- Danki (弾鬼（ダンキ）, Danki?) : Makoto Ito (伊藤 慎, Itō Makoto?)
- Shōki (ショウキ, Shōki?) : Yoshifumi Oshikawa (押川 善文, Oshikawa Yoshifumi?)
- Kounosuke Kogure (小暮 耕之助, Kogure Kōnosuke?) : Akira Fuse (布施 明, Fuse Akira?)
- Shuki (朱鬼（シュキ）, Shuki?) : Reiko Kataoka (片岡 礼子, Kataoka Reiko?)
- Tsutomu Tsumura (津村 努, Tsumura Tsutomu?) : Kento Shibuya (渋谷 謙人, Shibuya Kento?)
- Kamen Rider Sabaki (仮面ライダー裁鬼, Kamen Raidā Sabaki?, Voice) : Katsumi Shiono (塩野 勝美, Shiono Katsumi?)
- Narrateur des segments à suivre, Kamen Rider Eiki (次回予告ナレーター, 仮面ライダー鋭鬼, Jikai Yokoku Narētā, Kamen Raidā Eiki?, Voix) : Kazuya Nakai (中井 和哉, Nakai Kazuya?)
- Narrateur de jonction (ジャンクションナレーター, Jankushon Narētā?) : Kōji Nakata (中田 浩二, Nakata Kōji?)

## Autour de la série
- C'est la seule saison de l'ère Heisei où aucun des Kamen Riders présentés (même le Kamen Rider principal) n'utilise une ceinture pour se transformer.
- Toutes les armes des Kamen Riders d'Hibiki sont basées sur des instruments de musique.
- Tous les noms des Kamen Riders de cette série se terminent par les lettres "ki".
- De nombreux épisodes de la série utilisent un dialogue de chanson (par exemple à Hibiki).
- C'est la deuxième production de Kamen Rider où la transformation détruit les vêtements des héros. La première est Kamen Rider Shin.
- La Kurenai Form d'Hibiki présente une légère ressemblance physique avec le Seigneur Zedd de la franchise Power Rangers.